# AREA21
AREA21 es un grupo de Dance, Trap y Future Bass formado por el DJ, productor y cabeza del sello discográfico STMPD RCRDS, Martin Garrix junto al rapero, compositor y productor estadounidense Maejor.

## Historia
AREA21 comenzó siendo un proyecto anónimo, pero después de unas semanas se descubrió que era un proyecto de Martin Garrix junto a Maejor. Su primer sencillo fue "Spaceships" el cual fue tocado por primera vez en el UMF 2016, con este lanzamiento se supo que Garrix formaba parte del grupo, pero aún era desconocido quien le acompañaba. 
Su segundo sencillo "Girls" fue publicado de forma gratuita por STMPD RCRDS. Después de más un año desde la formación del grupo, aún no se conocía la identidad de la segunda parte del proyecto, pero gracias a la ASCAP, se pudo confirmar que la segunda parte de este dúo era el rapero Maejor. 
Tras un parón de más de un año, en junio de 2017 el dúo lanzó su tercer sencillo titulado "We Did It", que era la canción oficial del "YouTube Live at E3", aunque el sencillo ya había sido tocado en varios festivales como el Ultra Music Festival en Miami en 2016 y 2017 y en Tomorrowland Bélgica 2016.
En uno de sus lanzamientos (Happy) Garrix y Maejor son los protagonistas del vídeo utilizando máscaras de extraterrestres para mantener su anonimato, y en el lanzamiento de Martin Garrix con Loopers (Game Over) también tienen participación utilizando las mismas máscaras.
En una entrevista a finales del 2020, Martin Garrix anunció el lanzamiento de un álbum de AREA21, que en un principio saldría en marzo de 2021, pero no fue sino hasta abril que iniciaron a publicar sencillos, llegando a un total de 6 hasta antes del lanzamiento del álbum. El 18 de septiembre, se dio a conocer que el álbum sería publicado el 12 de noviembre, siendo esta fecha elegida por ser 21 al revés y por ser viernes, que es el día de la semana con más lanzamientos musicales

## Discografía
| Año  | Canción               | Sello discográfico | Lanzamiento      |
| ---- | --------------------- | ------------------ | ---------------- |
| 2016 | "Spaceships"          | STMPD RCRDS        | 1 de abril       |
| 2016 | "Girls"               | STMPD RCRDS        | 20 de mayo       |
| 2017 | "We Did It"           | STMPD RCRDS        | 22 de junio      |
| 2017 | "Glad You Came"       | STMPD RCRDS        | 1 de diciembre   |
| 2018 | "Happy"               | STMPD RCRDS        | 9 de febrero     |
| 2019 | "Help"                | STMPD RCRDS        | 8 de marzo       |
| 2021 | "La La La"            | STMPD RCRDS        | 9 de abril       |
| 2021 | "Pogo"                | STMPD RCRDS        | 21 de mayo       |
| 2021 | "Mona Lisa"           | STMPD RCRDS        | 18 de junio      |
| 2021 | "Lovin' Every Minute" | STMPD RCRDS        | 27 de agosto     |
| 2021 | "Followers"           | STMPD RCRDS        | 17 de septiembre |
| 2021 | "Own The Night"       | STMPD RCRDS        | 15 de octubre    |